# La aparición de Cristo ante el pueblo
La aparición de Cristo ante el pueblo o La aparición del Mesías (en ruso: Явление Христа народу) es un cuadro de Aleksandr Ivánov. Considerada su obra magna, representa el capítulo I del evangelio de San Juan/capítulo III del evangelio de San Mateo.

## Descripción
En el cuadro aparecen varias escenas de la Biblia. En el centro, San Juan Bautista, vistiendo una piel animal, está en las orillas del río Jordán señalando la figura de Jesús aproximándose en la distancia. A la izquierda, se yergue Juan el apóstol, detrás San Pedro, Andrés el apóstol y Natanael. En la parte baja, hay gente observando indecisa. En el centro un hombre demasiado rico para seguir a Cristo y un esclavo, del que Ivanov dijo que tras sufrir experimentaba "gozo por primera vez". A la derecha hay una figura más cerca de Jesús que es el mejor amigo del pintor, el escritor Gogol.